# Wahlscheid (Engelskirchen)
Wahlscheid ist eine Ortschaft in Engelskirchen im Oberbergischen Kreis im Regierungsbezirk Köln in Nordrhein-Westfalen (Deutschland).

## Lage und Beschreibung
Der Ort liegt im Nordosten von Engelskirchen an der Grenze zum Stadtgebiet von Gummersbach. Nachbarorte sind Thal, Wallefeld, sowie die zu Gummersbach gehörenden Orte Apfelbaum und Rodt.
Zum Ortsteil gehört der früher selbständige Ortsteil Gosse.

## Geschichte
Der Ort „Walscheid“ taucht erstmals in einer Urkunde des Erzbischofs Rainald von Dassel 1166 auf. Auch 1492 wurde der Ort urkundlich erwähnt. In der Urkunde steht: "Unter den inkommenden Leuten aus dem Lande von der Mark nach Homburg wird u. a. Mettel van Walscheyt genannt." Die Schreibweise der Erstnennung: Walscheyt.
Der früher selbständige Ortsteil Gosse lag im Südwesten von Wahlscheid. Bis 1974 wird die Ortsbezeichnung Gosse in den topografischen Karten geführt. Ab der Karte von 1979 wird dieser Ortsname nicht mehr geführt.

## Freizeit
An einem Dorfgemeinschaftshaus befindet sich ein Bolzplatz.

## Vereinswesen
- Bürger- und Verschönerungsverein Wahlscheid und Umgebung e. V.
- Sportverein Wahlscheid